# (291633) Heyun
(291633) Heyun est un astéroïde de la ceinture principale.

## Description
(291633) Heyun est un astéroïde de la ceinture principale. Il fut découvert le 19 avril 2006 à l'observatoire de Lulin par Ye Quan-Zhi et Hong Qin Lin. Il présente une orbite caractérisée par un demi-grand axe de 3,11 UA, une excentricité de 0,15 et une inclinaison de 12,7° par rapport à l'écliptique.